# Jason Statham

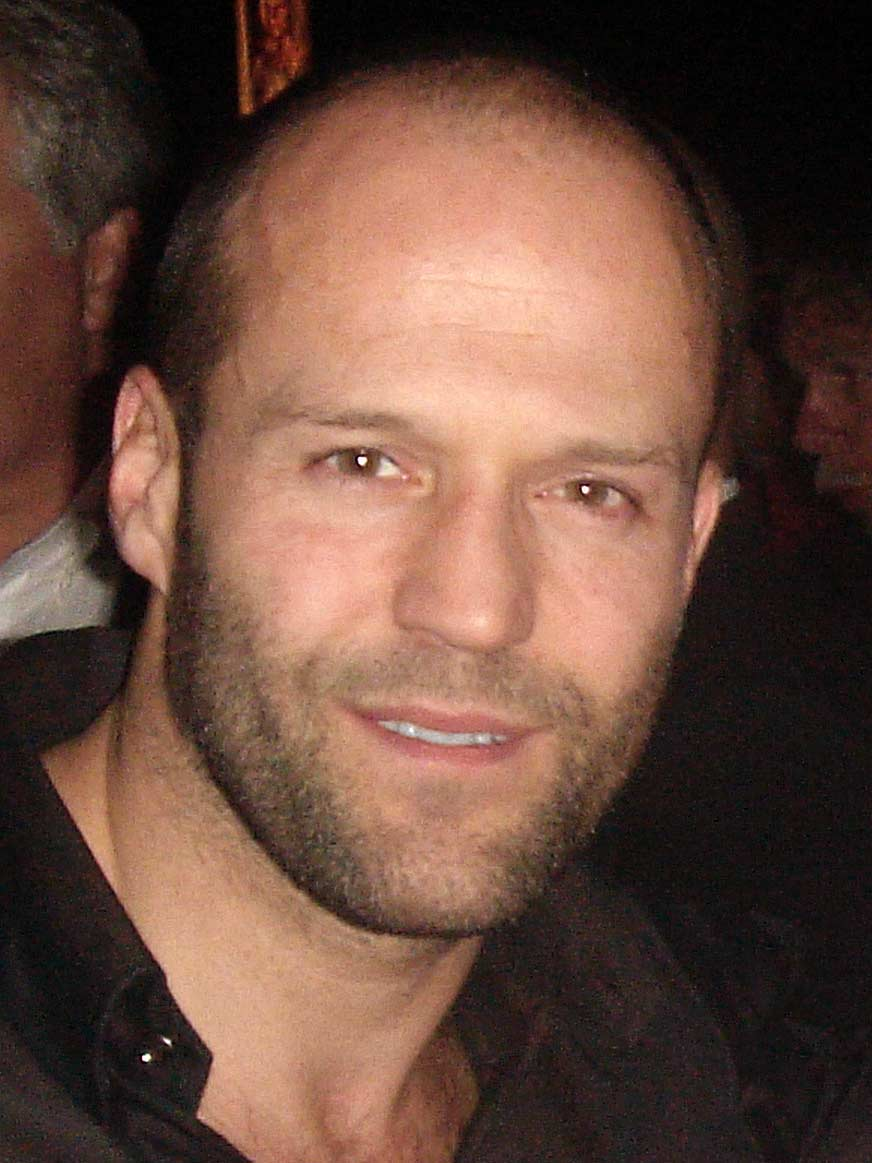
Jason Statham (2007)

Jason Michael Statham (ur. 26 lipca 1967 w Shirebrook) – brytyjski aktor, kaskader, producent filmowy, model, mistrz sztuk walki i były zawodnik skoków do wody.

## Życiorys

### Wczesne lata
Urodził się w Shirebrook w hrabstwie Derbyshire, w Anglii jako syn tancerki Eileen (z domu Yates) i Barry’ego Stathama, ulicznego sprzedawcy i wokalisty pracującego w klubach i pubach. Dorastał wraz z bratem Lee w londyńskiej dzielnicy Sydenham. Przez wiele lat trenował pływanie i skoki do wody, a także boks, kickboxing, capoeirę oraz wschodnie sztuki walki, takie jak boks tajski czy kung-fu. Był członkiem brytyjskiej drużyny olimpijskiej. Reprezentował Anglię podczas Igrzysk Wspólnoty Narodów Auckland 1990 w skokach do wody (wieża 10 m oraz trampolina 1 m i 3 m). Przez pewien czas występował jako aktor teatrów ulicznych i model w kampaniach reklamowych. Dorabiał, sprzedając na ulicy sztuczną biżuterię i podrabiane perfumy.

### Kariera
W 1994 wystąpił jako model w teledysku do utworu „Run to the Sun” grupy Erasure. W drugiej połowie lat 90. związał się z marką French Connection należącą do firmy, która była głównym inwestorem komedii kryminalnej Guya Ritchiego Porachunki (Lock, Stock and Two Smoking Barrels, 1998), w którym zadebiutował w roli Bacona, jednego z czwórki przyjaciół-gangsterów, którzy decydują się zagrać w pokera z miejscowym gangsterem.
Przełomem okazała się jego kolejna rola – ulicznego naciągacza, amatora nielegalnych walk bokserskich, w komedii kryminalnej Guya Ritchiego Przekręt (Snatch, 2000) u boku Brada Pitta, Benicia del Toro i Dennisa Fariny.
Wystąpił potem w kryminalnym dramacie muzycznym Za wszelką cenę (Turn It Up, 2000) w towarzystwie gwiazdy muzycznej Ja Rule, komediodramacie Mecz ostatniej szansy (Mean Machine, 2001) z Vinniem Jonesem, horrorze sci-fi Johna Carpentera Duchy Marsa (Ghosts of Mars, 2001) jako futurystyczny policjant z Ice Cube i Pam Grier, sensacyjnym sci-fi Tylko jeden (The One, 2001) z Jetem Li, teledysku do piosenki „Muzik” (2002) Knoc Turn’Al, wyreżyserowanym przez Louisa Leterriera, oraz remake’u filmu z 1969 Petera Collinsa z Michaelem Caine’em Włoska robota (The Italian Job, 2003) u boku Charlize Theron, Marka Wahlberga, Donalda Sutherlanda i Edwarda Nortona.
W 2003 podkładał głos do postaci sierżanta Watersa w grze komputerowej Call of Duty, napisanej i wyprodukowanej przez Michaela Schiffera.
Zagrał w prawie wszystkich niebezpiecznych scenach, wcielając się w postać dostarczyciela paczek, byłego komandosa Franka Martina w filmie Transporter (The Transporter, 2002) i sequelu Transporter 2 (The Transporter 2, 2005) oraz Transporter 3 (The transporter 3, 2008). Pojawił się na planie dreszczowca Michaela Manna Zakładnik (Collateral, 2004) u boku Toma Cruise, Jamiego Foxxa, Marka Ruffalo, Debi Mazar, Javiera Bardema i Jady Pinkett Smith oraz wystąpił w dreszczowcu Komórka (Cellular, 2004) z Kim Basinger, Chrisem Evansem i Richardem Burgim. W dramacie kryminalnym Chaos (2005) zagrał postać doświadczonego policjanta, który pomaga żółtodziobowi (Ryan Phillippe) w ściganiu złodzieja (Wesley Snipes) odpowiedzialnego za napad na bank. Po raz kolejny pojawił się w roli hazardzisty w dramacie kryminalnym Guya Ritchiego Revolver (2005). W Adrenalinie (Crank, 2006) zagrał natomiast Cheva Chelliosa, zabójcę, któremu zostaje wstrzyknięta trucizna hamowana wyłącznie przez wytwarzanie hormonu adrenaliny. W 2010 wcielił się w rolę Lee Christmasa, specjalisty w walce bronią białą, w Niezniszczalnych, filmie akcji o grupie najemnych komandosów.
Był na okładkach magazynów: „Men’s Health” (w marcu 2006, zima/wiosna 2008, w edycji brytyjskiej w październiku 2007, we wrześniu 2010, w lutym 2013, w kwietniu 2017), „Esquire” (w czerwcu 2015) i „GQ” (w marcu, we wrześniu 2018).

## Życie prywatne
W latach 1997–2004 związany był z modelką i aktorką Kelly Brook. Spotykał się także z australijską aktorką i piosenkarką Sophie Monk z girlsbandu Bardot (2005−2006) i Alex Zosman (2006−2010). W 2010 związał się z brytyjską modelką Rosie Huntington Whiteley. W 2016 para zaręczyła się, a w 2017 urodził się ich syn Jack Oscar.

## Filmografia aktor
- 1998: Porachunki (Lock, Stock and Two Smoking Barrels) jako Bacon
- 2000: Za wszelką cenę (Turn It Up) jako pan B
- 2000: Przekręt (Snatch) jako Turkish
- 2001: Mecz ostatniej szansy (Mean Machine) jako Monk
- 2001: Tylko jeden (The One) jako Funsch
- 2001: Duchy Marsa (Ghosts of Mars) jako Jericho Butler
- 2002: Transporter (The Transporter) jako Frank Martin
- 2002: Jet Li Is 'The One jako MVA Agent Evan Funsch (dokument, krótki metraż)
- 2003: Włoska robota (The Italian Job) jako Przystojny Rob
- 2004: Komórka (Cellular) jako Greer
- 2004: Zakładnik (Collateral) jako człowiek z lotniska
- 2005: Teoria chaosu (Chaos) jako Quentin Conners
- 2005: Transporter 2 jako Frank Martin
- 2005: Revolver jako Jake Green
- 2005: London jako Bateman
- 2006: Adrenalina (Crank) jako Chev Chellios
- 2006: Różowa Pantera (The Pink Panther) jako Soccer Coach
- 2007: Zabójca (War) jako Jack Crawford
- 2008: Angielska robota (The Bank Job) jako Terry Leather
- 2008: Dungeon Siege: W imię króla[17] jako farmer
- 2008: Death Race: Wyścig śmierci (Death Race) jako Jensen Ames
- 2008: Transporter 3 jako Frank Martin
- 2009: Adrenalina 2. Pod napięciem (Crank 2: High Voltage) jako Chev Chellios
- 2010: 13 (Thirteen) jako Jasper
- 2010: Niezniszczalni (The Expendables) jako Lee Christmas
- 2011: Mechanik: Prawo zemsty (The Mechanic) jako Arthur Bishop
- 2011: Gnomeo i Julia (Gnomeo & Juliet) jako Tybalt (głos w ang. wersji)
- 2011: Blitz jako Brant
- 2011: Elita zabójców (Killer Elite) jako Danny Bryce
- 2012: Protektor (Safe) jako Luke Wright
- 2012: Niezniszczalni 2 (The Expendables 2) jako Lee Christmas
- 2013: Parker jako Parker
- 2013: Koliber (Hummingbird) jako Joey Jones
- 2013: Szybcy i wściekli 6 (Furious 6) jako Deckard Shaw (cameo)
- 2013: W obronie własnej jako Phil Broker
- 2014: Niezniszczalni 3 (The Expendables 3) jako Lee Christmas
- 2015: Joker (Wild Card) jako Nick Wild
- 2015: Szybcy i wściekli 7 (Furious 7) jako Deckard Shaw
- 2015: Agentka (Spy) jako Rick Ford
- 2016: Mechanik: Konfrontacja (Mechanic: Resurrection) jako Arthur Bishop
- 2017: Szybcy i wściekli 8 jako Deckard Shaw
- 2018: Meg jako Jonas Taylor
- 2019: Szybcy i wściekli: Hobbs i Shaw jako Deckard Shaw
- 2021: Jeden gniewny człowiek (Wrath of Man) jako H
- 2021: Szybcy i wściekli 9 jako Deckard Shaw
- 2023: Gra fortuny jako Orson
- 2023: Szybcy i wściekli 10 jako Deckard Shaw
- 2023: Niezniszczalni 4 (Expend4bles) jako Lee Christmas
- 2023: Meg 2: Głębia (Meg 2: The Trench) jako komandor Jonas Taylor
- 2024: Pszczelarz jako Adam Clay
- 2025: "Fachowiec" jako Levon Cade